# ナイツブリッジ駅
ナイツブリッジ駅（Knightsbridge Station）は、ロンドン・ケンジントン&チェルシー区ナイツブリッジにあるロンドン地下鉄の鉄道駅である。ピカデリー線の列車が発着する。トラベルカード・ゾーンは1

## 概要
ブロンプトン・ロードの地下に駅がある。ホームは島式ホーム1面2線となっている。改札口は北側と南側のそれぞれ地下にあり、いずれもホームからエスカレーター（北側は一部階段）で結ばれている。改札階には南北間を結ぶ通路はない。
地上との出入口は北側にスローン・ストリートを挟んで2カ所、南側に1カ所ある。いずれも改札階との間は階段しかない。
周辺はデパート街となっており、北側の出入口の1つはハーヴェイ・ニコルズ、南側の出入口はハロッズのそれぞれ前にある。また、北側の出入口からはハイド・パークも近い。

## 近隣
- ハロッズ - デパート
- ハーヴェイ・ニコルズ - デパート
- マンダリン・オリエンタル・ハイドパーク・ロンドン - ホテル
- ブルガリホテル・ロンドン - ホテル
- ハイド・パーク - 公園
- スローン・ストリート - 高級ブティック街
- ロンドン・オラトリー

## 隣の駅
ロンドン交通局
ロンドン地下鉄
■ピカデリー線
サウス・ケンジントン駅 - ナイツブリッジ駅- ハイド・パーク・コーナー駅